# フレデリック・ミューレンバーグ
フレデリック・オーガスタス・コンラッド・ミューレンバーグ（英語: Frederick Augustus Conrad Muhlenberg、1750年1月1日-1801年6月4日）は、アメリカ合衆国の牧師であり、初代アメリカ合衆国下院議長を務めた政治家である。ペンシルベニア植民地トラップで生まれたミューレンバーグは、ペンシルベニア州選出の大陸会議代議員とアメリカ合衆国下院議員を務め、ルーテル教会の牧師を職業とした。

## 生涯

### 生い立ちと牧師としての経歴
ペンシルベニア植民地トラップ（ペンシルベニア・ダッチ）のドイツ系移民として、アメリカにおけるルーテル教会の創設者というヘンリー・ミューレンバーグ（ハインリヒ・ミューレンベルク、Heinrich Mühlenberg）の息子として生まれた。兄のピーターは大陸軍の将軍だった。
ザクセン選帝侯領のマルティン・ルター大学ハレ・ヴィッテンベルクに入学して神学を勉強し、1770年10月25日にペンシルベニア・ミニステリウムによってルーテル教会の牧師に叙任された。スタウクスバーグで説教を始め、1770年から1774年はレバノンで、1774年から1776年はニューヨーク市で務めた。アメリカ独立戦争が始まって、イギリス軍がニューヨークに入ってきたとき、ミューレンバーグは退去せざるを得ず、トラップに戻った。その後、ニューハノーバー・タウンシップに移動して牧師を務め、その後オーリー・タウンシップとニューゴシェンホッペンで1779年8月まで務めた。

### 政歴
ミューレンバーグは1779年と1780年に大陸会議の代議員となり、1780年から1783年までペンシルベニア邦下院議員を務めた。1780年11月3日には下院議長に選出された。1787年のペンシルベニア邦憲法批准会議では代議員と議長を務め、アメリカ合衆国憲法の批准に導いた。権利章典の成案がなった時は最初に署名した。
ミューレンバーグはアメリカ合衆国議会の第1会期から第4会期まで連続して下院議員を務めた（1789年3月4日-1797年3月3日）。この間に第1会期と第3会期では下院議長になった。1796年の選挙では再選を求めなかった。
1794年、2回目の下院議長を務めている時に、下院はドイツ語に幾つかの法律を翻訳する法案を42対41で否決した。ミューレンバーグ自身は投票を棄権しており、後に「ドイツ人がより速くアメリカ人になれば、それだけ良くなる」とコメントした。投票には棄権したが、都市伝説によれば、ミューレンバーグがアメリカ合衆国の公用語としてのドイツ語を禁じる推進者だったということである。
別の伝説に拠れば、アメリカ合衆国大統領につける敬称として、"High Mightiness"や"His Elected Majesty"ではなく、"Mr. President"であるべきだと提案したのもミューレンバーグだということである。
ミューレンバーグはペンシルベニア州の検閲審議会議長を務め、1800年1月8日にはペンシルベニア州公有地管理局収入役に指名され、1801年6月4日にペンシルベニア州ランカスターで死ぬまでこの職を務めた。ランカスターのウッドウォードヒル墓地に埋葬された。その死後に、ペンシルベニア州ミューレンバーグの町が彼に因んで名付けられた。
第二次世界大戦のリバティ船F. A. C. ミューレンバーグはミューレンバーグに因む命名である。